# René Wolff
René Wolff (Erfurt, 4 de abril de 1978) es un deportista alemán que compitió en ciclismo en la modalidad de pista, especialista en las pruebas de velocidad y keirin.
Participó en los Juegos Olímpicos de Atenas 2004, obteniendo dos medallas, oro en la prueba de velocidad por equipos (junto con Jens Fiedler y Stefan Nimke) y bronce en velocidad individual.
Ganó cinco medallas en el Campeonato Mundial de Ciclismo en Pista entre los años 2002 y 2005.

## Medallero internacional
| Juegos Olímpicos   | Juegos Olímpicos             | Juegos Olímpicos  | Juegos Olímpicos      |
| Año                | Lugar                        | Medalla           | Competición           |
| ------------------ | ---------------------------- | ----------------- | --------------------- |
| 2004               | Atenas (Grecia)              | Medalla de oro    | Velocidad por equipos |
| 2004               | Atenas (Grecia)              | Medalla de bronce | Velocidad individual  |
| Campeonato Mundial |                              |                   |                       |
| Año                | Lugar                        | Medalla           | Competición           |
| 2002               | Ballerup (Dinamarca)         | Medalla de bronce | Keirin                |
| 2003               | Stuttgart (Alemania)         | Medalla de oro    | Velocidad por equipos |
| 2003               | Stuttgart (Alemania)         | Medalla de bronce | Velocidad individual  |
| 2005               | Los Ángeles (Estados Unidos) | Medalla de oro    | Velocidad individual  |
| 2005               | Los Ángeles (Estados Unidos) | Medalla de bronce | Velocidad por equipos |

## Palmarés
- 1995
  - Campeón del mundo júnior en Velocidad
- 1996
  - Campeón del mundo júnior en Velocidad
- 1997
  - 1.º en el Gran Premio de Copenhague amateur
- 1999
  - Campeón de Europa de Velocidad
  - Campeón de Europa sub-23 en Velocidad
- 2001
  - Campeón de Alemania en Keirin
- 2003
  - Campeón del mundo de Velocidad por equipos (con Carsten Bergemann y Jens Fiedler)
  - Campeón de Alemania en Keirin 
  - Campeón de Alemania en Velocidad 
  - Campeón de Alemania en Velocidad por equipos
- 2004
  - Medalla de oro a los Juegos Olímpicos de Atenas en Velocidad por equipos (con Jens Fiedler y Stefan Nimke)
  - Medalla de bronce a los Juegos Olímpicos de Atenas en Velocidad individual
  - Campeón de Alemania en Keirin
- 2005
  - Campeón del mundo de Velocidad

### Resultados a la Copa del Mundo
- 2001
  - 1.º en Ipoh, en Velocidad por equipos
- 2002
  - 1.º en  la Clasificación general  y a las pruebas de Monterrey y Moscú, en Velocidad
- 2003
  - 1.º en  Moscú, en Keirin
  - 1.º en Sídney, en Velocidad
- 2004
  - 1.º en  Moscú, en Velocidad por equipos
- 2004-2005
  - 1.º en  Mánchester, en Keirin